# Hydrolithon
Hydrolithon (Foslie) Foslie, 1909  é o nome botânico  de um gênero de algas vermelhas pluricelulares da família Corallinaceae, subfamília Mastophoroideae.

## Espécies
Atualmente apresenta 26 espécies taxonomicamente válidas, entre elas:
- Hydrolithon reinboldii (Weber-van Bosse & Foslie) Foslie, 1909
- Lista de espécies do gênero Hydrolithon